# Município de Peru (condado de Huron, Ohio)
O município de Peru (em inglês: Peru Township) é um município localizado no condado de Huron no estado estadounidense de Ohio. No ano de 2010 tinha uma população de 1.105 habitantes e uma densidade populacional de 16,6 pessoas por km².

## Geografia
O município de Peru encontra-se localizado nas coordenadas 41° 10′ 43″ N, 82° 41′ 29″ O. Segundo a Departamento do Censo dos Estados Unidos, o município tem uma superfície total de 66.59 km², da qual 66,37 km² correspondem a terra firme e (0,33 %) 0,22 km² é água.

## Demografia
Segundo o censo de 2010, tinha 1.105 habitantes residindo no município de Peru. A densidade populacional era de 16,6 hab./km². Dos 1.105 habitantes, o município de Peru estava composto pelo 98,82 % brancos, o 0,18 % eram afroamericanos, o 0,09 % eram amerindios, o 0,09 % eram asiáticos, o 0,09 % eram de outras raças e o 0,72 % eram de uma mistura de raças. Do total da população o 0,72 % eram hispanos ou latinos de qualquer raça.